# Marcel Peschges
Marcel Peschges, né le 18 août 1996 à Krefeld, est un coureur cycliste allemand.

## Biographie
En 2017, Marcel Peschges intègre l'équipe Embrace the World. L'année suivante, il s'impose sur la dernière étape du Tour de la Guadeloupe,. Il s'agit de son premier succès acquis sur une compétition inscrite au calendrier de l'UCI. 
En mai 2022, il remporte une étape puis le classement général du Tour du Bénin.

## Palmarès et résultats

### Palmarès par année
- 2018
  - 9e étape du Tour de la Guadeloupe
- 2022
  - Tour du Bénin :
    - Classement général
    - 3e étape

### Classements mondiaux
| Année           | 2022 |
| --------------- | ---- |
| UCI Europe Tour | 738e |